# Jean-Paul Rostagni
Jean-Paul Rostagni (Drap, 14 gennaio 1948) è un ex calciatore francese, di ruolo difensore.

## Carriera
Giocò in Division 1 con Monaco, Bordeaux, Paris Saint-Germain, Paris FC e Nizza.